# 1989 en Israël
Chronologie d'Israël (en)
- 1985
- 1986
- 1987
- 1988
- 1989
- 1990
- 1991
- 1992
- 1993

Cette page concerne les évènements survenus en 1989 en Israël  :

## Évènement
- 30 janvier : Résolution 630 du Conseil de sécurité des Nations unies (en)
- 16 février-3 mai : Meurtres d'Avi Sasportas et Ilan Saadon (en)
- 21 mars : Attaque à l'arme blanche de Pourim (en)
- 30 mai : Résolution 633 du Conseil de sécurité des Nations unies (en)
- 6 juillet : Attaque suicide dans le bus 405 Tel Aviv-Jérusalem (en)
- 31 juillet : Résolution 639 du Conseil de sécurité des Nations unies (en)
- 18 août : Début du scandale des armes pour Antigua (en).
- 19-22 septembre : Incendie au Mont Carmel (en)
- 29 novembre : Résolution 645 du Conseil de sécurité des Nations unies (en)

## Sport
- Maccabiades (en)
- Open de Tel Aviv (en) (tennis)

## Culture
- Participation d'Israël au Concours de l'Eurovision (en).

### Sortie de film
- Berlin-Jérusalem
- Makom L'yad Hayam

## Création
- The Abraham Initiatives (en)
- Centre Al-Tufula (en)
- Arutz HaYeladim (en) (chaîne de télévision)

## Naissance
- Omer Goldman (en), actrice.
- Liel Kolet, chanteuse.
- Ben Sahar, footballeur.
- Yon Tumarkin, acteur.

## Décès
- Manfred Aschner (en), microbiologiste et entomologiste.
- Franzisca Baruch, graphiste.
- Dan Ben-Amotz (en), animateur de radio.
- Dvora Netzer (en), personnalité politique.
- Dov Sadan, personnalité politique.
- Menahem Stern, historien.
- Moshe Unna (en), personnalité politique.
- Akiva Vroman (en), géologue.
- Moshe Ziffer (en), sculpteur.